# Caso Salamanca
El caso de Carlos Salamanca es una causa judicial española instruida en la Audiencia Nacional contra el excomisario de policía Carlos Salamanca por un delito continuado de cohecho, en relación con el trato de favor prestado a empresarios y altos cargos de Guinea Ecuatorial durante su etapa como responsable de fronteras en el aeropuerto Adolfo Suárez Madrid-Barajas. Esta investigación constituye la pieza 1 de la macrocausa conocida como Operación Tándem.

## Antecedentes
Carlos Salamanca ocupó cargos de responsabilidad dentro del Cuerpo Nacional de Policía, destacando como comisario jefe del aeropuerto de Madrid-Barajas entre 2006 y 2015. Durante ese periodo, según la Fiscalía Anticorrupción, habría recibido cuantiosos sobornos a cambio de facilitar el paso irregular de directivos de la empresa petrolera pública guineana GEPetrol y personas de su entorno.
La investigación comenzó tras una denuncia anónima remitida a la Fiscalía en 2017, atribuida a un exagente del CNI, que alertaba sobre una trama de corrupción policial con vínculos internacionales. La UCO de la Guardia Civil detectó movimientos financieros sospechosos vinculados a Salamanca y empresarios africanos, lo que derivó en su detención el 3 de noviembre de 2017.

## Hechos investigados
Durante el proceso judicial se acreditó que Salamanca habría recibido múltiples dádivas entre 2010 y 2015 por parte del empresario hispano-guineano Francisco Menéndez. Estas incluían:
- Pagos en efectivo por valor superior a 125.000 euros (aunque otras estimaciones elevan la cifra a casi medio millón).
- Viajes internacionales de lujo, con alojamiento y dietas pagadas en destinos como Dubái, Londres y Punta Cana.
- Regalos materiales como relojes de alta gama (Rolex, Hublot) y vehículos de lujo (Audi A6, entre otros).

A cambio, Salamanca ofrecía trato de favor en los controles migratorios del aeropuerto a ciudadanos de Guinea Ecuatorial, evitándoles registros o controles adicionales. La Fiscalía consideró que estos hechos constituían un delito continuado de cohecho pasivo.

## Desarrollo judicial
En abril de 2024, la Audiencia Nacional dictó sentencia condenatoria contra Carlos Salamanca, imponiéndole 5 años y 8 meses de prisión. No obstante, esa resolución fue recurrida y revisada en septiembre de ese mismo año. En una nueva sentencia, el tribunal rebajó la pena a 3 años y 3 meses de prisión, al no considerar probado que existiera un delito de prevaricación ni una participación activa en delitos migratorios, aunque sí confirmó la existencia de sobornos.
Francisco Menéndez, acusado de actuar como intermediario en los pagos y viajes, fue condenado a 3 meses de prisión como cooperador necesario.
La sentencia de enero de 2025, dictada por la Audiencia Nacional, ratificó de forma definitiva la condena de 3 años y 3 meses contra Salamanca, dando por acreditado el delito de cohecho y el carácter estructural de los pagos. La causa ha quedado cerrada judicialmente, salvo nuevos recursos ante el Tribunal Supremo.
Aunque José Manuel Villarejo no figura como investigado en esta pieza, diversos informes policiales y mediáticos sitúan a Salamanca como colaborador habitual del comisario, con quien compartía clientes y objetivos operativos. Ambos formaban parte del entorno investigado en el marco de la Operación Tándem, una macrocausa que agrupa decenas de piezas por presuntos delitos de corrupción, revelación de secretos y organización criminal.